# アカテツ科
アカテツ科（アカテツか、赤鉄科、学名：Sapotaceae）は双子葉植物の科で、65属（35-75属：分類には諸説あり）、800種ほどからなる。クロンキスト体系ではカキノキ目に分類される。

## 特徴
世界の熱帯・亜熱帯に分布する常緑木本。日本では、アカテツ属のアカテツとその変種コバノアカテツが南西諸島・小笠原諸島にあり、また小笠原諸島固有種ムニンノキがある。
葉は単葉でらせん状に配列する。花は両性花、子房上位。果実は液果。

## 利用
乳液を含み、これから得られる樹脂が利用される。産業上は、グッタペルカの原料とするグッタペルカノキや、チューインガムの材料チクルを採るサポジラが重要。またサポジラ、スターアップルをはじめとする、熱帯で利用される果樹も多数ある。種子には油脂が含まれ、モロッコの南西部で多く見られる アルガンノキの種子からは、食用・化粧用のアルガン油が採取され利用されている。ほかに西アフリカに生育するモアビ、マコレ、アニグレや東南アジア産のニヤトー（マレー語: nyatoh）といった木材として知られる樹種も存在する。このうちニヤトーは複数の樹種を指し、パラキウム属の総称と説明されることもあるが、実際にはそのほかさらにDonella属、マドフカ属、Payena属、アカテツ属の複数の種のインドネシア、マレーシア、ブルネイにおける現地名に用いられている例が見られる。またマコレとモアビはサクラの代替材となることから、ニヤトーは恐らく色合いがサクラに似て赤いことから市場では「洋桜」や「アフリカンチェリー」（マコレおよびモアビ）という通称でも取引される。

## 主な属
分類情報は Govaerts et al. (2019) による。
- Autranella
  - ムクルング（ガボン・コンゴ共和国・コンゴ民主共和国での名称: mukulungu）A. congolensis - 1属1種[3]。
- Baillonella
  - モアビ（ガボンおよびコンゴでの名称: moabi）B. toxisperma（シノニム: Mimusops djave）- 1属1種[3]。
- Breviea Aubrév. & Pellegr.
  - アポベアウ（コートジボワールのアチェ語（英語版）: apobéaou[4]）B. sericea Aubrév. & Pellegr.（シノニム: B. leptosperma (Baehni) Heine）- 1属1種[3]。
- オーガストノキ属 Chrysophyllum
  - スターアップル（別名: カイニット、スイショウガキ、ホシリンゴ）C. cainito
  - ジャマイカスモモ（別名: カイミチロ caimitillo）C. oliviforme subsp. oliviforme（シノニム: C. monopyrenum）
- Diploknema
  - インドバターノキ D. butyracea[3] - ネパール由来のチウリ（ネパール語: चिउरी ciurī）の名でも呼ばれる[5]。
- Donella
  - ヒメカイニット D. lanceolatum（シノニム: Chrysophyllum lanceolatum (Blume) A.DC., nom. illeg.; C. roxburghii）[6][3]
- Gambeya
  - アフリカスターアップル（英: African star apple; 別名: シロスターアップル）G. albida（シノニム: Chrysophyllum albidum）[3]
  - G. africana（シノニム: Chrysophyllum africanum）
  - ロンギ（カメルーン名: longhi）G. beguei（シノニム: Chrysophyllum beguei）[3]
  - G. boiviniana（シノニム: Chrysophyllum boivinianum; Gambeya madagascariensis）
  - G. lacourtiana（シノニム: Chrysophyllum lacourtianum）
  - アカアニングエリー（コートジボワール名: aninguéri rouge）G. perpulchra（シノニム: Chrysophyllum perpulchrum）[3]
  - G. subnuda（シノニム: Chrysophyllum subnudum）
- Inhambanella
  - ヘンリクバラタ I. henriquesii（シノニム: Mimusops henriquesii）[3]
- Lecomtedoxa
  - オコラングマ（ガボン名: okolangouma）L. klaineana[3]
- Letestua
  - コンゴタリ（コンゴ名: congotali）L. durissima[3] - 1属1種。
- マドフカ属 Madhuca
  - ビティス（フィリピン名: betis）M. betis[3]
  - モワ（英: mowa tree）M. longifolia[3]
    - イリッペ[6]（タミル語: kat illipi; 別名: マーワ 英: mahwa tree）M. longifolia var. latifolia（シノニム: M. indica; M. latifolia）[3]

  - ニャトーカチャウ（マレー語: nyatoh ketiau）M. motleyana（シノニム: Ganua motleyana）
  - マラバルバタノキ M. neriifolia（シノニム: M. malabarica）[3]
  - マドゥカ[3]、マドフカ[6] M. utilis
- マニルカラ属 Manilkara
  - バラタゴムノキ（単にバラタ balata とも）Manilkara bidentata[3]
    - Manilkara bidentata subsp. bidentata（シノニム: M. balata）
    - アマゾンバラタ Manilkara bidentata subsp. surinamensis（シノニム: Mimusops amazonica）[3]

  - サウパプア（インドネシア語: sauh papua）Manilkara fasciculata[3]
  - カロリンアカテツ（ポンペイ語: コーレ）Manilkara hoshinoi (Kaneh.) P.Royen（Northiopsis hoshinoi (Kaneh.) Kaneh.）[7] - カロリン諸島（ポンペイ島）固有種。
  - パライ（インド名: ulakkai palai）Manilkara hexandra[3]
  - マサランデューバ（ブラジルポルトガル語: maçaranduba）Manilkara huberi
  - サワノキ Manilkara kauki
  - モーハ（アンダマン諸島名: mohwa）Manilkara littoralis（シノニム: Mimusops littoralis）[3]
  - モンギンザ（中央アフリカ名: monghinza）Manilkara mabokeensis[3]
  - ウドイド（パラオ語より）Manilkara udoido Kaneh.[7] - カロリン諸島（パラオ）固有種。
  - サポジラ（チューインガムノキ）Manilkara zapota
- ミムソプス属 Mimusops
  - ミサキノハナ M. elengi[3][8]
  - クンメルバラタ M. kummel[3]
  - シムペリバラタ M. laurifolia（シノニム: M. schimperi）[3]
- オオバアカテツ属[9]（別名: パラキウム属）Palaquium
  - ブルキガッタパーチャ Palaquium burckii[3]
  - インドガッタパーチャ Palaquium ellipticum[3]
  - オオバアカテツ（別名: アカテツモドキ、タココン 台湾語: 驫古公樹[10]）Palaquium formosanum[3][8]
  - グッタペルカノキ Palaquium gutta（シノニム: P. oblongifolium）
  - ヘキサガッタパーチャ Palaquium hexandrum - マラヤでは nyatoh jambak と呼ばれる[3]。
  - カラック（ポンペイ語より）Palaquium karrak Kaneh.[7] - カロリン諸島（ポンペイ島）固有種。
  - ルソンガッタパーチャ Palaquium luzoniense[3]
  - シロガッタパーチャ Palaquium obovatum[3]
  - マルバガッタパーチャ Palaquium ridleyi[3]
  - エナシガッタパーチャ Palaquium rostratum[3]
- Payena
  - スンデノキ P. leerii[6]
  - ルシダスンデ P. lucida[6]
  - ニャトードリアン（マレー語: nyatoh durian）P. maingayi[3]
  - ニャトーソンデック（マレー語: nyatoh sundek）P. obscura[3]
- アカテツ属 Planchonella
  - ムニンノキ Planchonella boninensis
  - クサイアカテツ Planchonella micronesica (Kaneh.) Kaneh. ex H.J.Lam（シノニム: Sideroxylon micronesicum）- カロリン諸島のコスラエ島（旧称: クサイ島）固有種。
  - アカテツ Planchonella obovata (R.Br.) Pierre - セーシェルから太平洋北西部にかけて分布する。
  - ニャトーナンカクニン（マレー語: nyatoh nangka kuning）Planchonella malaccensis（シノニム: Pouteria malaccensis）
  - ホワイトプランチョネラ（パプアニューギニア名: white planchonella）Planchonella kaernbachiana[3]
  - レッドプランチョネラ（パプアニューギニア名: red planchonella）Planchonella torricellensis[3]
  - Planchonella australis  (R.Br.) Pierre
  - Planchonella contermina  Pierre ex Dubard
  - Planchonella costata  (Endl.) Pierre
  - Planchonella cotinifolia  (A.DC.) Dubard
  - Planchonella eerwah  (F.M.Bailey) P.Royen
  - Planchonella kaalaensis  Aubrév.
  - Planchonella myrsinoides  (A.Cunn. ex Benth.) S.T.Blake ex Francis

- オオミアカテツ属 Pouteria - かつてAningeria属に分類されていた種は全てここに移されている[11]。旧Aningeria属の樹種から得られる材は旧学名の属名からとったアニンゲリアやアニグレ（anigre）、また日本ではシルバーハートとも呼ばれる[2]。
  - ムナ（キクユ語: mũna）P. adolfi-friedericii（シノニム: Aningeria adolfi-friedericii）
  - オサン（ウガンダ名: osan）P. altissima（シノニム: Aningeria altissima）[3]
  - アビウ（ブラジルポルトガル語: abiu）P. caimito[3]
  - カニステル（別名: クダモノタマゴ）P. campechiana
  - ルクモ（ペルーのスペイン語: lúcumo）P. lucuma（シノニム: Lucuma obovata）
  - P. pierrei（シノニム: Aningeria robusta）
  - オオミアカテツ（別名: チコマメー フィリピン名: chico-mamey）P. sapota（シノニム: Calocarpum sapota）[8]
  - P. superba（シノニム: Aningeria superba）
  - ミドリサポテ P. viridis（シノニム: Calocarpum viride）[3]
- Sideroxylon
  - アルガンノキ S. spinosum - 1属1種の Argania spinosa として知られてきたが、近年はリンネが『植物の種』（1753年）で記載した学名に戻されつつある[11]。
- フルクリコ属 Synsepalum
  - ミラクルフルーツ（別名: ミラクルベリー）S. dulcificum
- Tieghemella Pierre
  - ドウカ（ガボンおよび赤道ギニアでの名称: douka）Tieghemella africana Pierre[3]
  - マコレ（ンゼマ語: makorɛ）Tieghemella heckelii (A.Chev.) Pierre ex Heine（シノニム: Dumoria heckelii A.Chev.、Mimusops heckelii (A.Chev.) Hutch. & Dalziel）
- シアーバターノキ属 Vitellaria
  - シアーバターノキ（別名: エミエミ）V. paradoxa（シノニム: Butyrospermum parkii）- 1属1種。